# Brodek zwisły
Brodek zwisły (Tortula cernua (Hüb.) Lindb.) – gatunek mchu należący do rodziny płoniwowatych (Pottiaceae Schimp.). Występuje w Ameryce Północnej, Europie i Azji.

## Systematyka i nazewnictwo
Synonimy: Dermatodon cernuus Huebener, Desmatodon randii (Kenn.) Lazarenko, Pottia randii Kenn., Tortula randii (Kenn.) R.H. Zander, Trichostomum cernuum (Huebener) Lindb.

## Ochrona
Od 2004 roku brodek zwisły jest objęty w Polsce ochroną gatunkową, początkowo ścisłą, a od 2014 r. częściową.